# Anna Guzik
Anna Guzik (sinh ngày 15 tháng 8 năm 1976 tại Katowice) là một diễn viên người Ba Lan.

## Sự nghiệp
Anna Guzik tốt nghiệp Học viện PWST ở Wrocław vào năm 1999. Năm 1999, cô lần đầu ra mắt khán giả màn ảnh nhỏ với vai diễn Marzena trong bộ phim truyền hình Krugerandy do Wojciech Nowak làm đạo diễn. Cô nổi tiếng với vai diễn Żaneta Zięba, một trong những nhân vật chính trong bộ phim truyền hình dài tập Na Wspólnej (từ năm 2004) của đài TVN.
Ngoài sự nghiệp diễn xuất, Anna Guzik còn là gương mặt quen thuộc trong các chương trình truyền hình như Dancing With The Stars (2006 - 2007), Your Face Sounds Familiar (2018) phiên bản Ba Lan hay Wolni od długów (2021).

## Tác phẩm tiêu biểu
- 1999: Krugerandy
- 2002: Król przedmieścia
- 2003: Bao-Bab, czyli zielono mi
- 2003: Ciało
- Từ 2004: Na Wspólnej
- 2005: Klinika samotnych serc
- 2006: Wędrowiec
- 2006-2008: Hela w opałach
- 2007: Benek
- 2008: Magiczne drzewo
- 2008: Expecting love
- 2008: Agentki
- 2022: No Means No